# Лонтара
Бугійське письмо, або лонтара, - писемність індійського походження. Традиційно використовується на острові Сулавесі в Індонезії для запису таких мов, як бугійська, макасарська та мандарська з групи малайсько-полінезійських мов. З часів голландської колонізації витісняється латинською абетокою, проте все ще використовується частиною бугійців. Назва «лонтара» походить від назви пальми, на листках якої традиційно писали бугійці. Бугійською мовою це письмо ще називається «urupu sulapa eppa», що означає «квадратні літери».
Лонтара - це абугіда з 23 базовими літерами. Як і з іншими Брахмійскими писемностями, кожна літера позначає певну приголосну і притаманну голосну /a/. Голосну можна змінити різними діакритичними символами. Традиційно в письмі майже не вживається пунктуація, а також нема розділів між словами. У Лонтара також немає шляху записувати звуки -ŋ та -ʔ які часто зустрічаються на кінцях слів у бугійській. Так, слова сара, сара' та саранґ всі записуються як ᨔᨑ.

### Літери
Літери (буг. ᨕᨗᨊᨔᨘᨑᨛ, іна суре) передають склади з голосною а. Всього є 23 літери, представлені нижче:
| ка | ґа  | нґа | нґка | па | ба | ма | мпа | та | да | на | нра |
| ца | джа | нйа | нца  | йа | ра | ла | ва  | са | а  | ха |     |

Також використовуються діакритичні знаки (буг. ᨕᨊ ᨔᨘᨑᨛ, aна суре) щоб змінити голосну у складі:
| ка | кє | кі | ко | ку | ке |

Писемність представлена в Юнікоді (діапазон U + 1A00 - U + 1A1F), проте бугійські знаки є лише в небагатьох шрифтах.